# Дваракиш
Бамгла Шамарао Двараканатх, известный под мононимом Дваракиш (канн. ದ್ವಾರಕೀಶ್; 19 августа 1942, Хунсур, Британская Индия — 16 апреля 2024, Бангалор) — индийский актёр, кинорежиссёр
 и кинопродюсер, работавший преимущественно в индустрии кино на каннада.

## Биография
Родился 19 августа 1942 года в Хунсуре, в семье Шамрао и Джаяммы. Вырос в пригороде Майсура Иттигегуде, где получил начальное образование в школе Sharada Vilas & Banumya. Продолжил обучение в политехническом колледже CPC, где изучал машиностроение. После окончания учёбы вместе со своим братом занялся продажей автомобильных запчастей, основав компанию Bharath Auto Spares. 
Однако уже в 1963 год он оставил бизнес, чтобы сниматься в кино. Свою кинокарьеру актёр начал с небольшой роли в фильме Veera Sankalpa (1964), режиссёром которого был его дядя по матери Хунсур Кришнамурти. Снявшись ещё в паре фильмов дяди, он получил роль в картине Mane Katti Nodu (1965) С. В. Шивашанкара. От него актёр получил свой псевдоним.
Уже в 1966 году Дваркиш стал одним из трех продюсеров фильма Mamatheya Madilu, созданного под баннером Thunga Pictures. В 1969 году, основав собственную компанию Dwarakish Chitra, он выпустил фильм Mayor Muthanna с Раджкумаром и Бхарати в главных ролях, которая имела огромный успех в прокате. Для своего следующего фильма Kulla Agent 000 продюсер смог пригласить в качестве закадрового исполнителя звезду Болливуда — Кишора Кумара. Записанная им для фильма песня «Aadu Aata Aadu» также получила огромную популярность.
Во многих фильмах Дваркиш снялся вместе с актёром Вишнувардханом, создав экранный дуэт, который прозвали «Kalla-kulla». Одной из таких картин стал боевик Singaporenalli Raja Kulla (1972), почти полностью снятый в Сингапуре. Будучи также продюсером фильма, Дваркиш выбрал в качестве своей экранной пары сингапурскую актрису Фелину и был ответственным за съёмки сцены драки на крыше 40-этажного здания. Актёр также часто работал с комиками Балакришной и Нарасимхараджу, например в Guru Shishyaru 1981 года.
В 1985 году Дваркиш попробовал себя в качестве режиссёра, сняв мелодраму Nee Bareda Kadambari, являющуюся ремейком болливудского фильма того же года. Всего на его счету около 50 фильмов как у продюсера и почти 20 как у режиссёра. Большинство из них были ремейками популярных фильмов на других языках. Так получивший премию Filmfare за лучший фильм триллер Apthamitra (2004) был версией малаяламоязычного фильма «Сломанный замок» (1993), а принесший Дваркишу Cinema Express Awards за лучшую режиссуру Rayaru Bandaru Mavana Manege (1993) — эксцентрической комедии Chithram (1988). Его последним проектом стал боевик Ayushman Bhava с Шивой Раджкумаром в главной роли.
Актёр скончался в результате остановки сердца 16 апреля 2024 года в своём доме в Бангалоре в возрасте 81 года. У него осталось пятеро сыновей, включая актёра Гири Дваракиша и продюсера Йогиша Дваракиша.